# Geburtszange

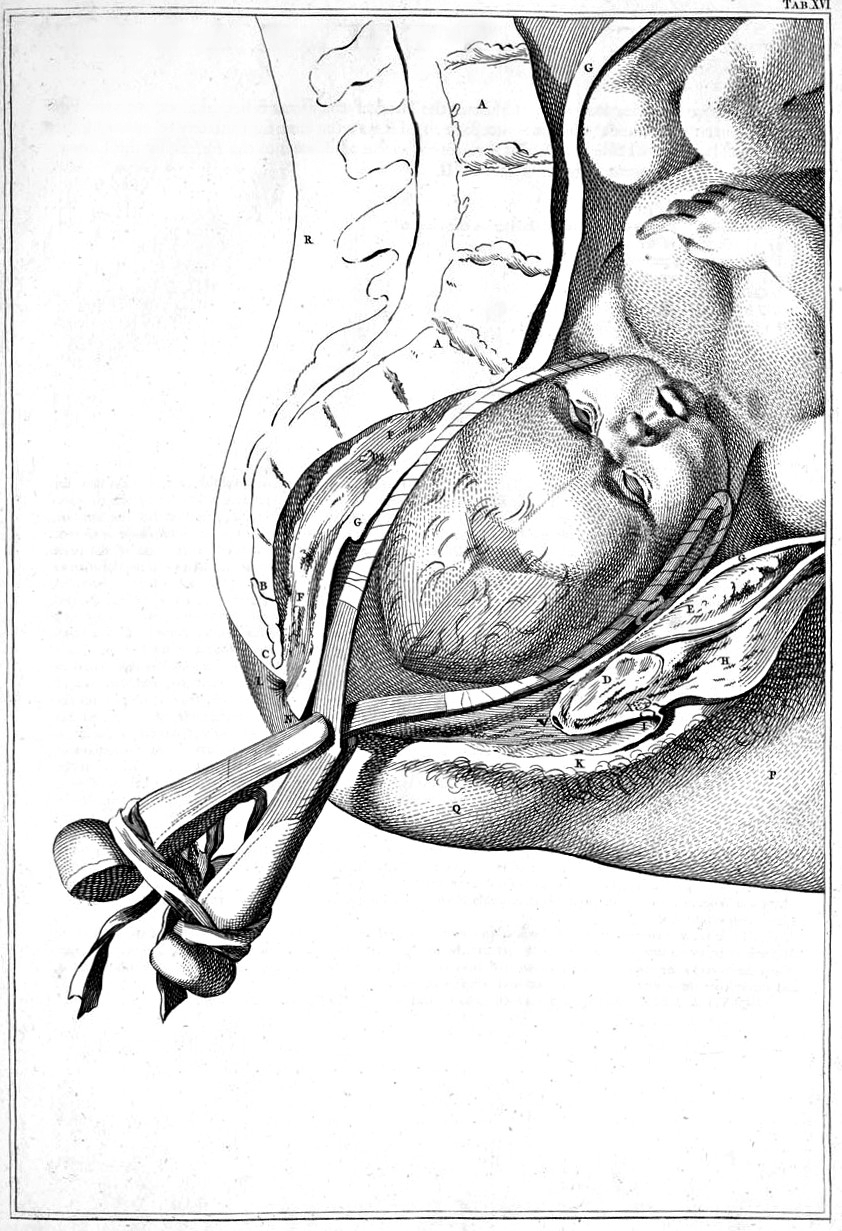
Historische Darstellung einer Forcepsextraktion

Die Geburtszange, genannt auch Forceps (lateinisch für „Zange“), ist ein bei Geburtskomplikationen eingesetztes geburtshilfliches Instrument zum Fassen und Herausziehen des Kindes über die Scheide. Die damit erfolgende Beendigung der Geburt wird Zangengeburt genannt. Ihr liegt das physikalische Prinzip des Hebelgesetzes zugrunde, wonach die an den Enden der Geburtszange wirkende Haltekraft kleiner ist als die aufgebrachte Handkraft durch den Faustschluss. Einen wesentlichen Fortschritt aber brachte erst die Entwicklung einer mit zwei in einem Gelenk gekreuzten Schenkeln ausgestatteten Geburtszange. Durch diese übt die auf den langen Schenkel wirkende Handkraft (Faustschluss) bei einem entsprechenden Hebelverhältnis durch die Backen auf der gegenüberliegenden Seite des Drehpunktes eine weitaus größere Kraft auf den kindlichen Kopf aus als dies bei der einfachen Geburtszange möglich wäre.

## Instrumentarium

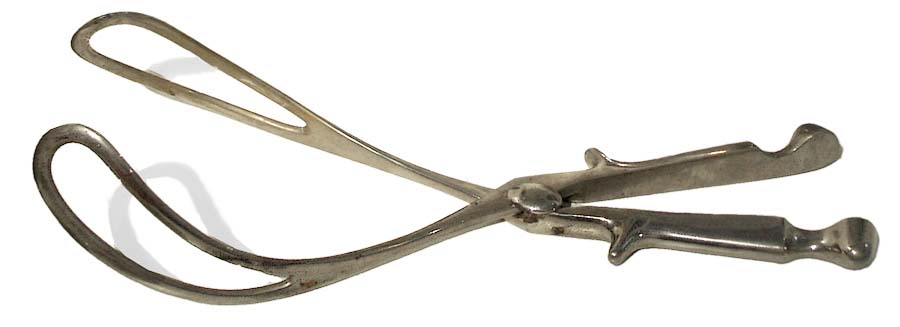
Naegele-Zange

Eine Geburtszange besteht aus zwei gleichen Metallteilen (Blättern). Jedes Blatt besteht aus dem Löffel, der den kindlichen Kopf umfasst, dem Halsteil, an dem sich der Zangenverschluss befindet, und dem Griff der Zange, der durch einen seitlich eingesetzten Zughaken beim Ziehen einen festen Halt bietet. Ein ähnliches geburtshilfliches Instrument stellen die auch bei Schnittentbindungen benutzte Kopfschwartenzange sowie die Zweifelsche Zange dar.

## Indikation
Gründe für eine Zangenentbindung sind die kindliche Hypoxie, die Erschöpfung der Gebärenden oder kombinierte Indikationen.
Wichtige Voraussetzungen für die Durchführung der Zangenentbindung sind, dass der Kopf des Kindes mindestens die Beckenmitte erreicht hat und der Ausschluss eines Missverhältnisses zwischen mütterlichem Becken und kindlichem Kopf.
Alternativ kommt in dieser Situation die Saugglocke zum Einsatz.
Der Vorteil der Zange gegenüber der Saugglocke ist die Möglichkeit einer Rotation des Kopfes.

## Technik
Der Kopf des Kindes wird durch den Geburtshelfer mit den beiden Zangenlöffeln umfasst. Der Sitz der Zange wird kontrolliert und mit einem Probezug überprüft, ob der Kopf dem Zug folgt. In mehreren wehensynchronen Traktionen erfolgt die Entwicklung des kindlichen Kopfes. Die Extraktion kann durch den Kristeller-Handgriff unterstützt werden.

## Komplikationen
Beim Kind kann es durch den Druck der Löffel zu Abschürfungen und Hämatomen der Haut und periorbitalen Gewebe sowie zeitweiligen oder dauerhaften Lähmungen des Gesichtsnervs kommen.
Mögliche mütterliche Verletzungen sind Damm-, Scheiden- und Gebärmutterhalsrisse (Zervixrisse). Ferner treten Verletzungen des Musculus levator ani auf (der aus mehreren Komponenten besteht, die gemeinsam den Beckenboden formen, Heber des Afters: Eine Muskelplatte, die das Becken nach unten hin abschließt), wobei Abrisse des Muskels von der Innenseite des Schambeins nicht selten beidseits beschrieben werden. Eine norwegische Studie kommt nach Befragung von mehr als 3.000 Frauen im Abstand von 15 bis 23 Jahren nach der Geburt ihres ersten Kindes zu dem Schluss, dass der Kaiserschnitt in Bezug auf Beckenboden-Probleme am schonendsten sei. Vaginale Geburten würden den Beckenboden deutlich mehr belasten, am meisten jedoch instrumentelle Entbindungen mit Saugglocke und insbesondere mit Zange.

## Geschichte

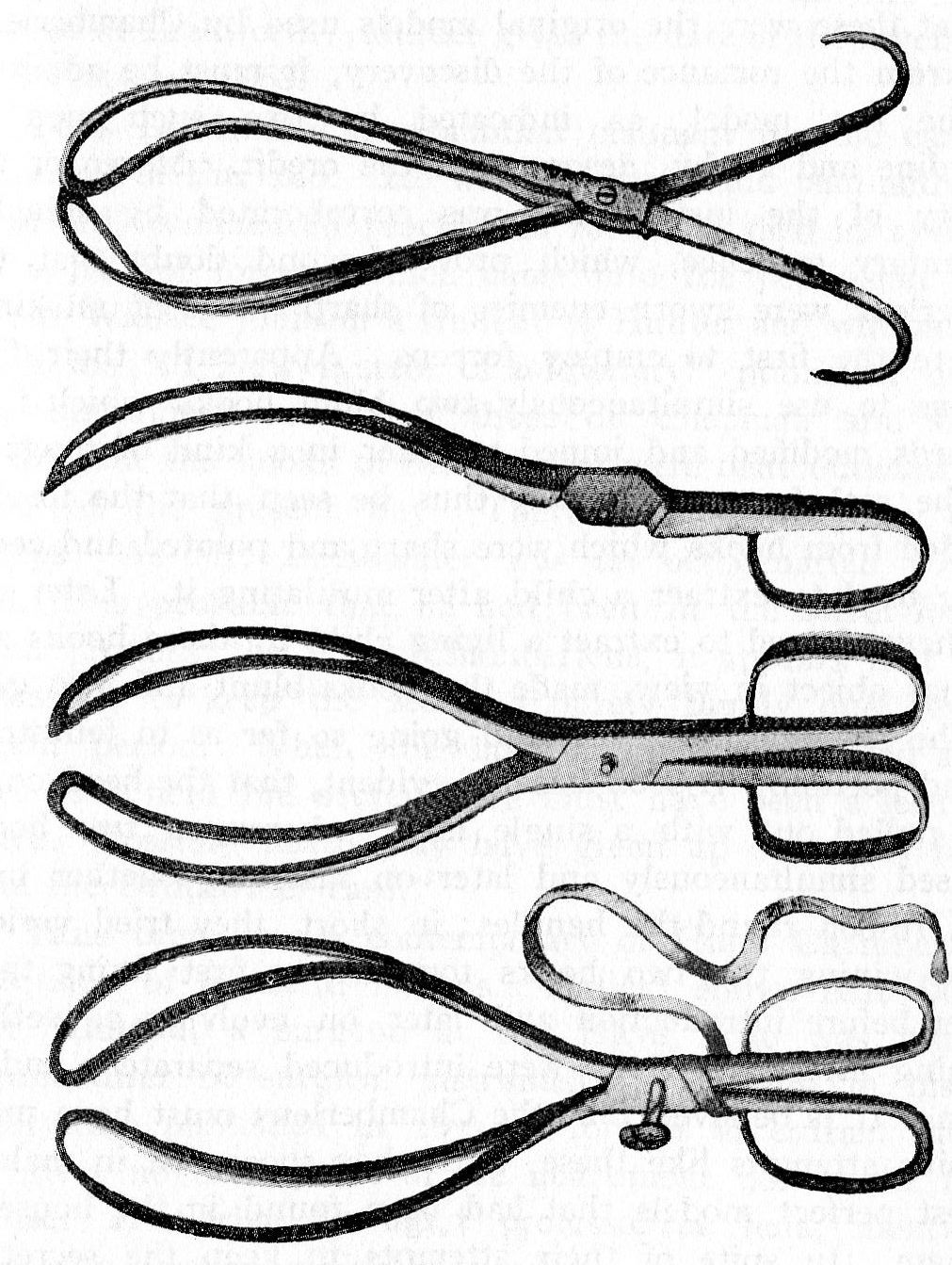
Chamberlen-Zange (Maldon)

Die Entwicklung der ersten Geburtszange im 17. Jahrhundert wird Peter Chamberlen (1560–1631), Peter the Elder, einem aus Frankreich nach England emigrierten hugenottischen Geburtshelfer, Gynäkologen und Chirurgen zugesprochen, obgleich die Idee zu dieser von der englischen Chirurgenfamilie Chamberlen als geheimgehaltenen Geburtszange und ähnlichen Instrumenten damals von mehreren frühneuzeitlichen Geburtshelfern in Betracht gezogen wurde.
So wurde ein ähnliches Instrument von dem flämischen Chirurgen und Geburtshelfer Jan Palfijn (1650–1730) entwickelt. Er stellte 1723 der Académie des sciences in Paris einen Prototyp les mains de Palfyn vor. Der Engländer William Smellie, ein exzellenter Geburtshelfer und guter Beobachter des Geburtsmechanismus, entwickelte ein anderes anerkanntes Modell. Seine kleine ungekrümmte Zange mit Fugenschloss, bei der er das Modell mit Beckenkrümmung von André Levret aus Frankreich weiterentwickelte, fand große Verbreitung. Auch der schottische Medizinprofessor John Aitken († 1790) trug als Erfinder zur Verbesserung der Geburtszange bei. Anfang des 19. Jahrhunderts entwickelte Hermann Joseph Brünninghausen (1761–1834) als Assistenzarzt im Juliusspital die Geburtszange mit dem sogenannten deutschen Schloss. Ein weiteres Zangenmodell stellte 1916 Christian Kjelland (1871–1941) vor.

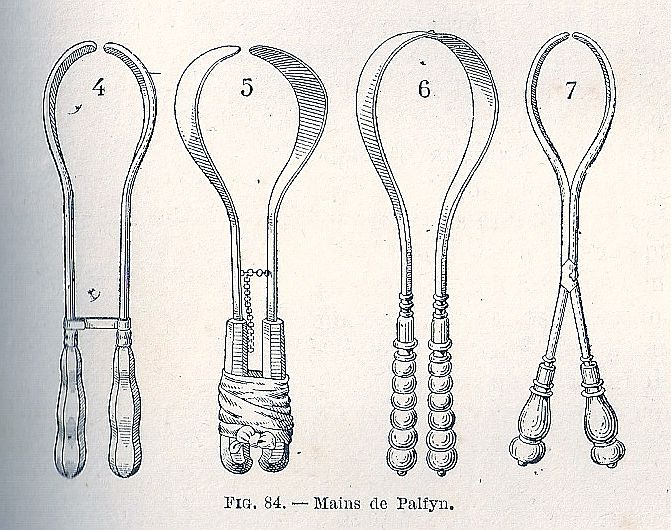
les mains de Palfyn in verschiedenen Ausführungen
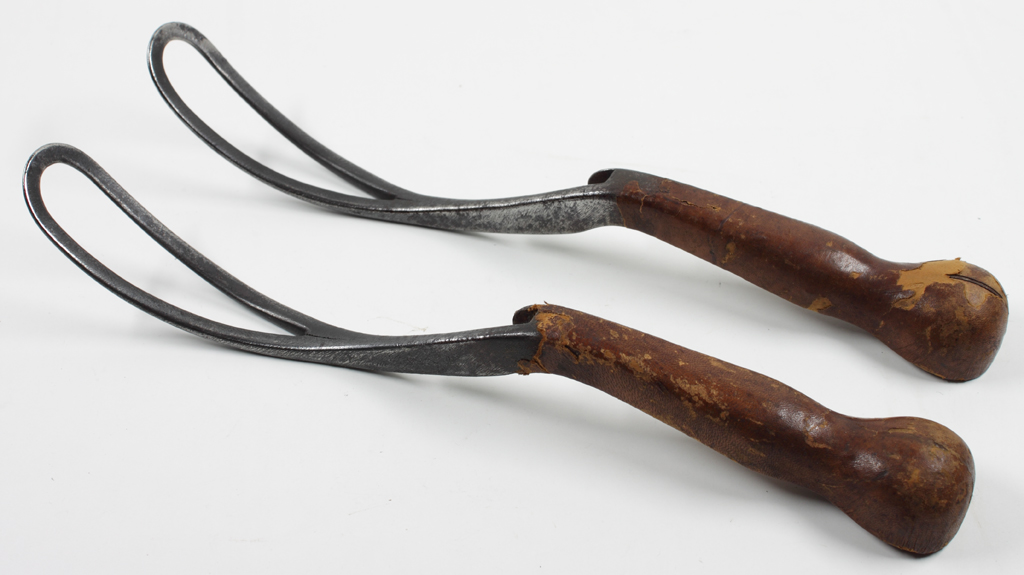
Zwei rechte Zangenlöffel (um 1750)
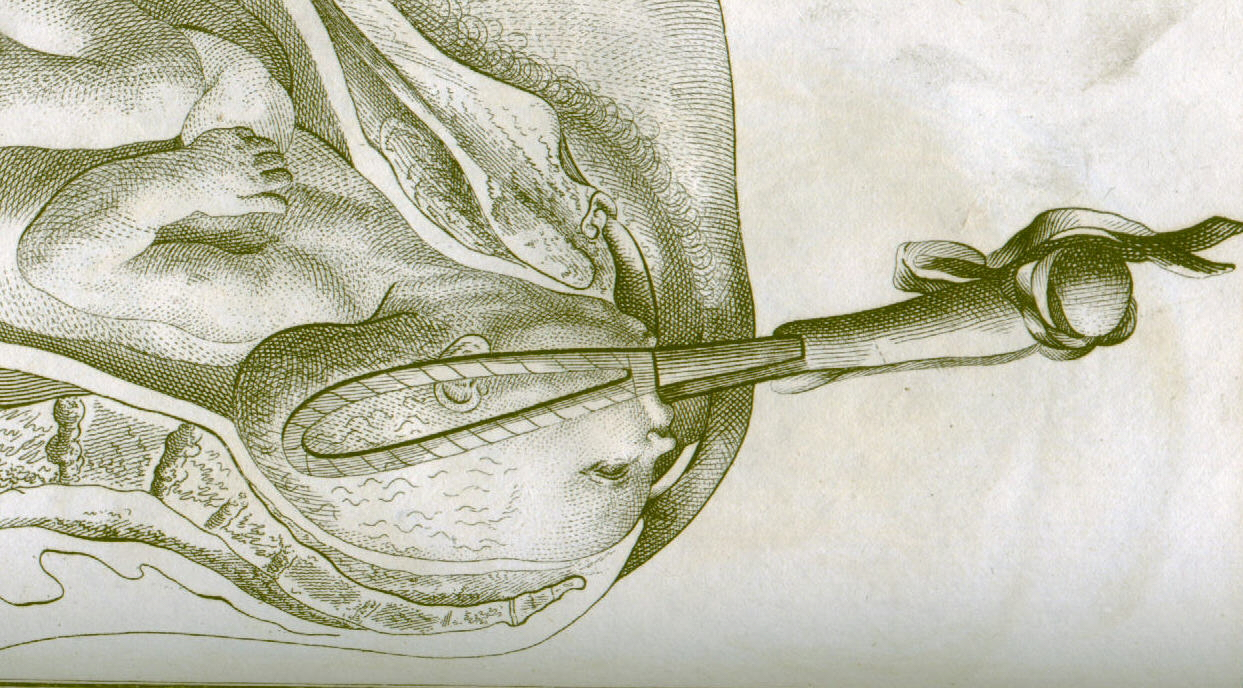
Geburtszangen von William Smellie (1792)
- Erste Abbildung von Andre Levret (1703–1780) pelvic curve(1747)
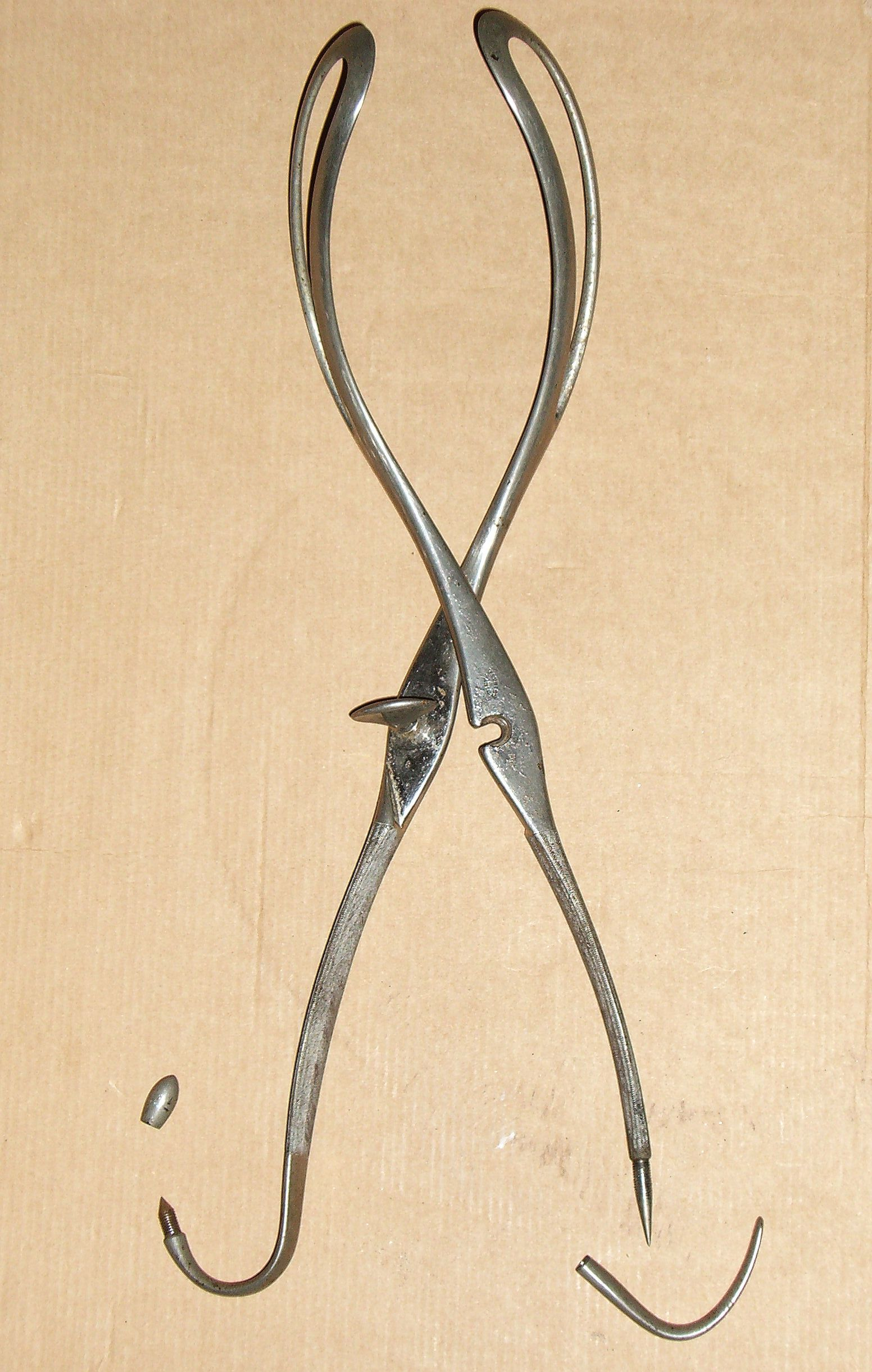
Französische Geburtszange des Levret-Jean-Louis Baudelocque Typs (1760–1860)
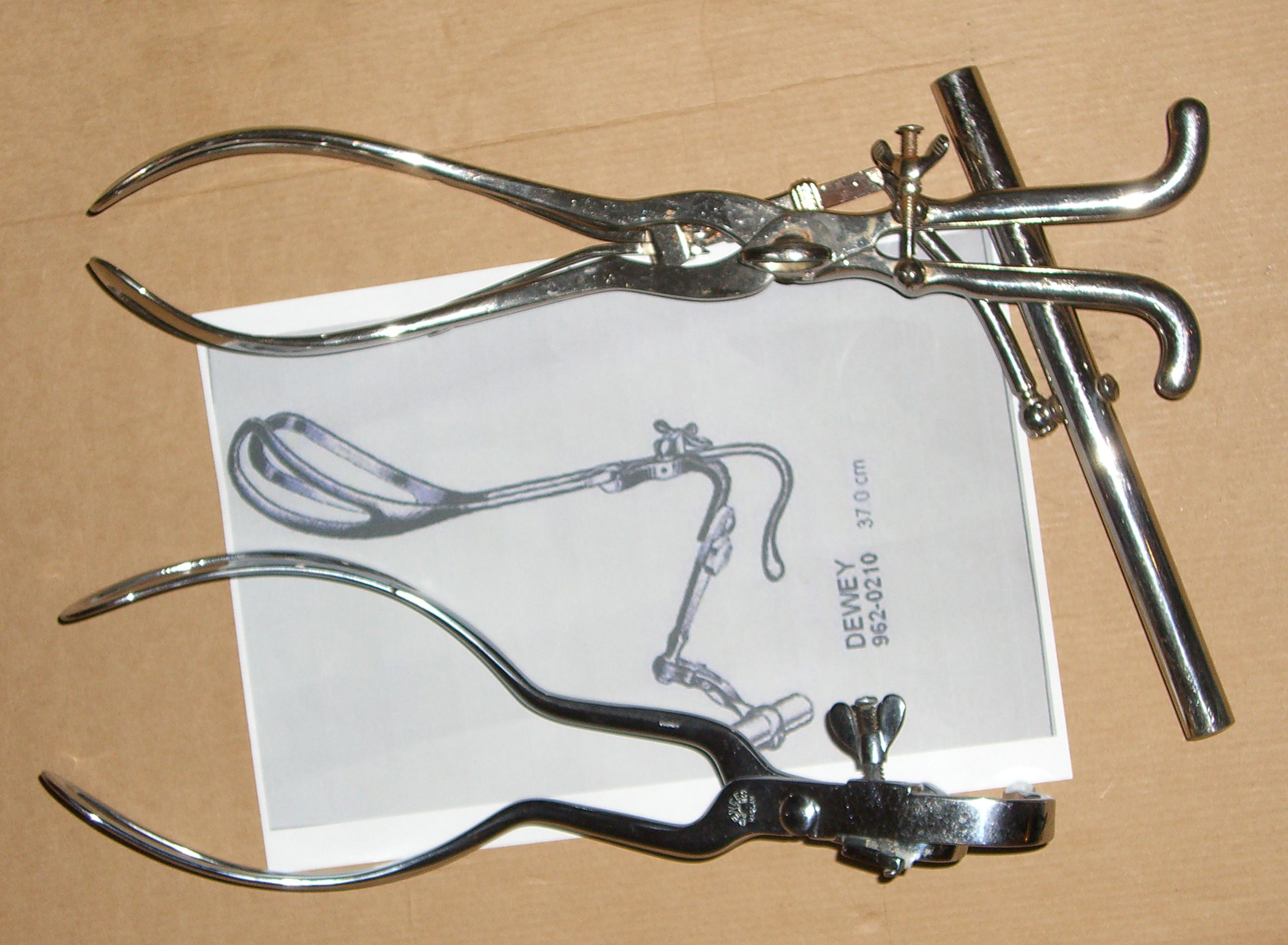
Étienne Stéphane Tarnier (1828–1897) Achsenzugzange[12] mit Traktor-Griff (1877) und dem US-amerikanischen Dewey Modell (1900)
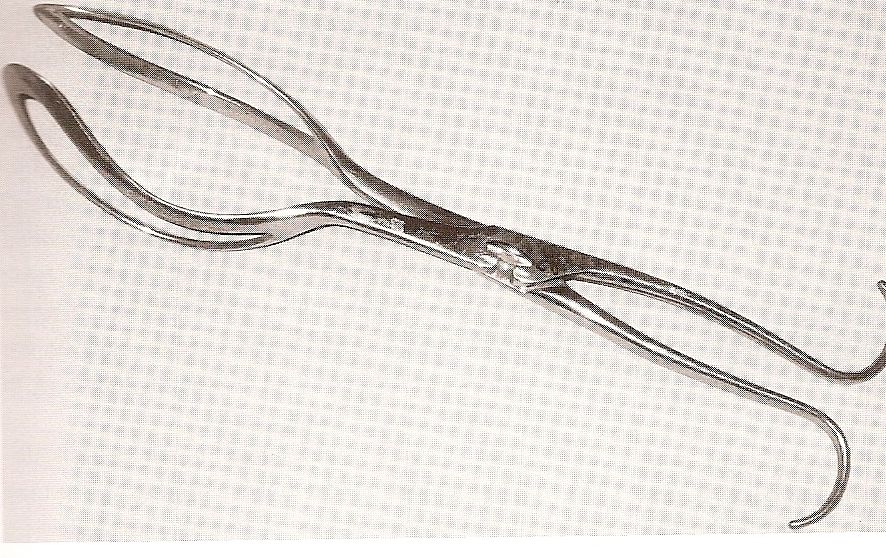
Hugh Lenox Hodge (1796–1873) Geburtszange entwickelt aus der Zange des Andre Levret Typs USA (1833)
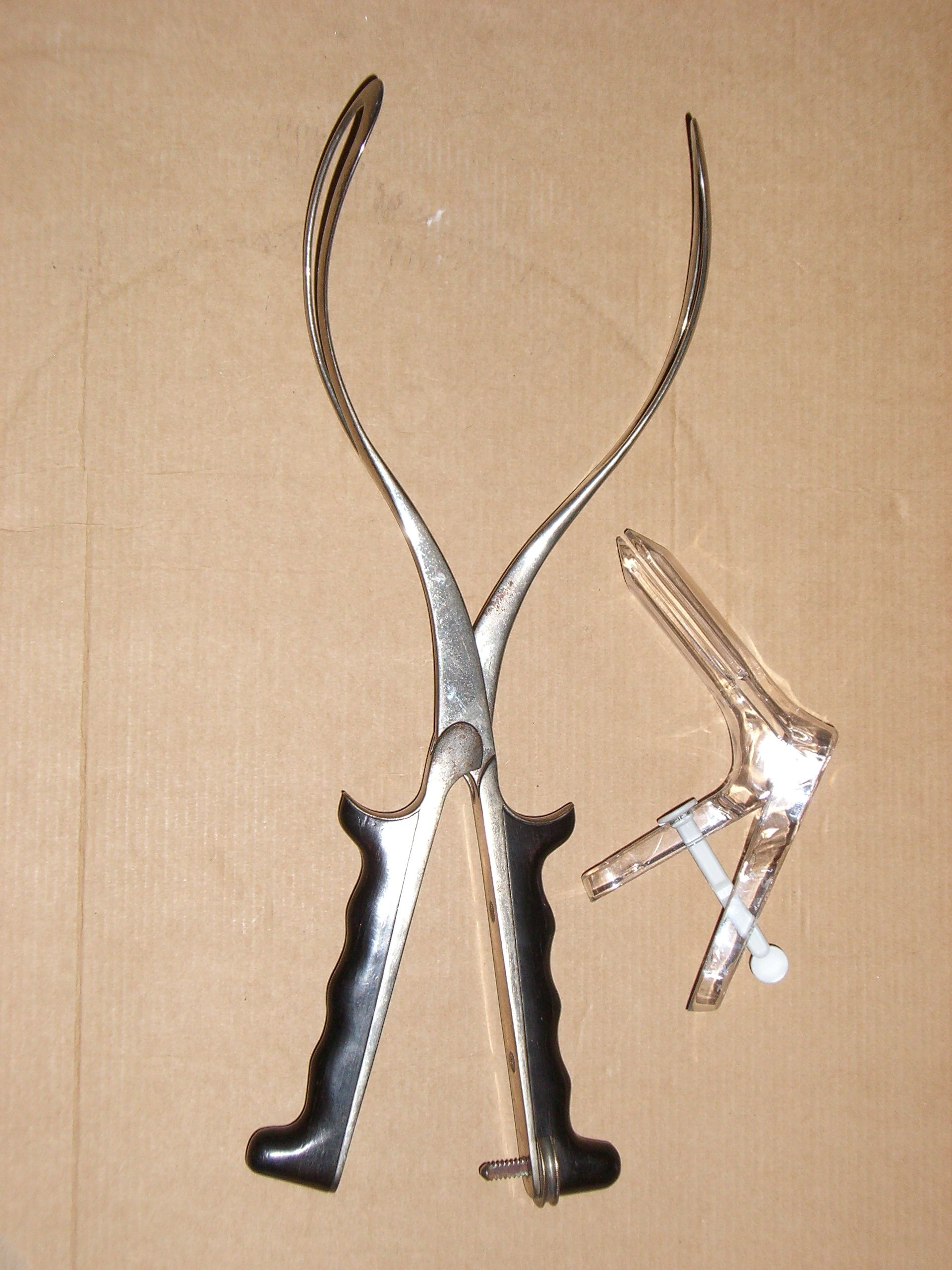
Amerikanische Zange von Elliott – USA (1860)

## Statistik
| Jahr | Entbindende Frauen | davon durch Zangengeburt | Anteil |
| ---- | ------------------ | ------------------------ | ------ |
| 1994 | 757.693            | 17.453                   | 2,3 %  |
| 1995 | 749.086            | 16.397                   | 2,2 %  |
| 1996 | 778.900            | 16.634                   | 2,2 %  |
| 1997 | 795.724            | 15.861                   | 2,0 %  |
| 1998 | 766.508            | 14.525                   | 1,9 %  |
| 1999 | 750.617            | 10.520                   | 1,4 %  |
| 2000 | 746.625            | 12.139                   | 1,6 %  |
| 2001 | 715.136            | 10.071                   | 1,4 %  |
| 2002 | 698.410            | 9.366                    | 1,3 %  |
| 2003 | 687.508            | 7.482                    | 1,1 %  |
| 2004 | 682.767            | 7.142                    | 1,1 %  |
| 2005 | 664.597            | 5.809                    | 0,9 %  |
| 2006 | 652.642            | 5.148                    | 0,8 %  |
| 2007 | 664.454            | 4.877                    | 0,7 %  |
| 2008 | 662.783            | 4.528                    | 0,7 %  |
| 2009 | 644.274            | 4.247                    | 0,7 %  |
| 2010 | 656.390            | 3.797                    | 0,6 %  |
| 2011 | 642.197            | 3.420                    | 0,5 %  |
| 2012 | 653.215            | 3.037                    | 0,5 %  |
| 2013 | 661.138            | 3.324                    | 0,5 %  |
| 2014 | 692.794            | 3.026                    | 0,4 %  |
| 2015 | 716.539            | 2.889                    | 0,4 %  |
| 2016 | 761.777            | 2.670                    | 0,4 %  |
| 2017 | 762.343            | 2.538                    | 0,3 %  |